# Катаризация
Катаризация — политика, направленная на увеличение числа катарских граждан в государственном и частном секторе. Основная цель — добиться 50 % катарской рабочей силы в энергетическом секторе. Катаризация является одним из основных направлений Qatar National Vision 2030.
В то время как иностранное население быстро росло ещё с конца 20-го века, население Катара увеличивалось лишь незначительными темпами. Поэтому, с целью снижения зависимости от иностранной рабочей силы, правительство Катара в последние годы уделяет всё больше внимания катаризации.

## История
Первая схема катаризации была сформулирована в 1962 году в соответствии с «Катарским Законом о Труде № 3», который предусматривал предоставление гражданам Катара приоритета при заполнении вакантных должностей. Перепись населения, проведённая в 1970 году, показала, что только 16 % экономически активного населения были гражданами Катара. Единственной отраслью с более высокой долей граждан Катара по сравнению с иностранцами была нефтяная промышленность, этого удалось достичь политикой катаризации.
В начале 1970-х годов, после обретения Катаром независимости, административные должности в государственном секторе были катаризированы. Это привело к тому, что к 1990-м годам 97 % высших административных должностей в школьной системе были заняты катарцами. В мае 1997 года указ эмира предусматривал, что минимум 20 % работников предприятий частного сектора должны быть гражданами Катара. 1 июня 2000 года вступила в силу наиболее всеобъемлющая программа катаризации, целью которой стало достижение к 2005 году 50 % катарской рабочей силы в энергетическом секторе. Однако, программа не достигла своей цели, и к установленному сроку катарцы составляли лишь 28 % рабочей силы в энергетическом секторе.

## Препятствия
Исследование, проведённое корпорацией RAND, показало, что катарские женщины в два раза чаще мужчин получают университетское образование. Но из-за гендерной политики государства, компании некоторых отраслей не могут извлечь выгоду от более образованного женского населения.